# Aire d'attraction de la Roche-sur-Yon
L'aire d'attraction de la Roche-sur-Yon est un zonage d'étude défini par l'Insee pour caractériser l’influence de la commune de La Roche-sur-Yon sur les communes environnantes. Publiée en octobre 2020, elle se substitue à l'aire urbaine de La Roche-sur-Yon, qui comportait 22 communes dans le dernier zonage qui remontait à 2010.

## Définition
L'aire d'attraction d'une ville est composée d’un pôle, défini à partir de critères de population et d’emploi ainsi que d’une couronne constituée des communes dont au moins 15 % des actifs travaillent dans le pôle. Le pôle d’attraction constitue ainsi un point de convergence des déplacements domicile-travail,.

## Type et composition
L’aire d'attraction de la Roche-sur-Yon est une aire intra-départementale qui comporte 45 communes dans la Vendée. 
Elle est catégorisée dans les aires de 50 000 à moins de 200 000 habitants, une catégorie qui regroupe 18,4 % au niveau national.

### Carte

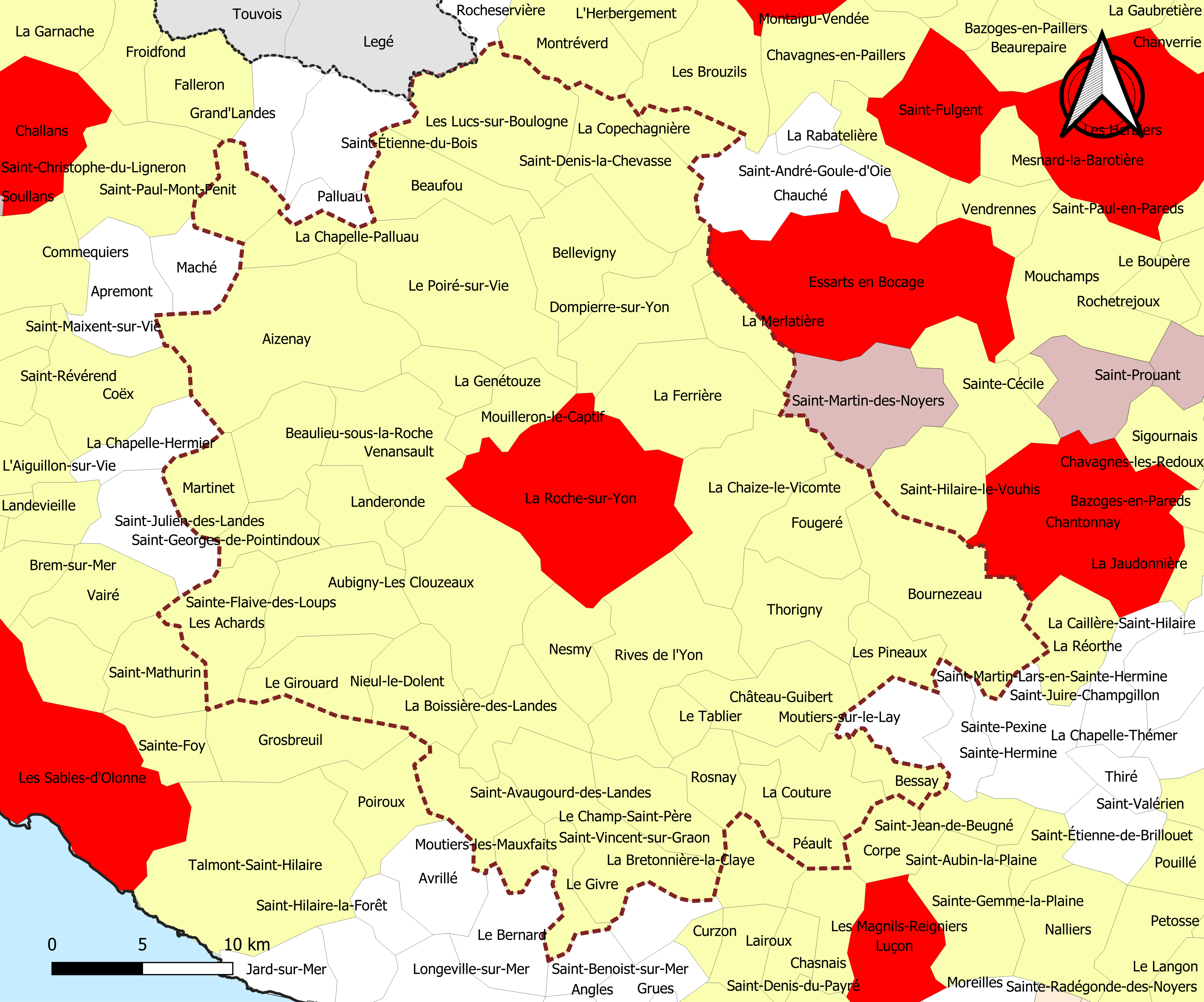
Carte de l'aire d'attraction de la Roche-sur-Yon.
Commune-centre
Commune de la couronne

### Composition communale
| Nom                               | Code Insee | Département | Statut                 | Superficie (km2) | Population (dernière pop. légale) | Densité (hab./km2) | Modifier                                    |
| --------------------------------- | ---------- | ----------- | ---------------------- | ---------------- | --------------------------------- | ------------------ | ------------------------------------------- |
| La Roche-sur-Yon (commune-centre) | 85191      | Vendée      | commune-centre         | 87,52            | 54 699 (2022)                     | 625                | modifier les données · modifier les données |
| Aizenay                           | 85003      | Vendée      | commune de la couronne | 81,06            | 10 218 (2022)                     | 126                | modifier les données · modifier les données |
| Aubigny-Les Clouzeaux             | 85008      | Vendée      | commune de la couronne | 52,28            | 7 129 (2022)                      | 136                | modifier les données · modifier les données |
| Beaufou                           | 85015      | Vendée      | commune de la couronne | 29,06            | 1 654 (2022)                      | 57                 | modifier les données · modifier les données |
| Beaulieu-sous-la-Roche            | 85016      | Vendée      | Commune de la couronne | 25,47            | 2 366 (2022)                      | 93                 | modifier les données · modifier les données |
| Bellevigny                        | 85019      | Vendée      | commune de la couronne | 38,52            | 6 239 (2022)                      | 162                | modifier les données · modifier les données |
| Bessay                            | 85023      | Vendée      | commune de la couronne | 10,79            | 449 (2022)                        | 42                 | modifier les données · modifier les données |
| La Boissière-des-Landes           | 85026      | Vendée      | commune de la couronne | 23,74            | 1 465 (2022)                      | 62                 | modifier les données · modifier les données |
| Bournezeau                        | 85034      | Vendée      | commune de la couronne | 60,49            | 3 471 (2022)                      | 57                 | modifier les données · modifier les données |
| La Chaize-le-Vicomte              | 85046      | Vendée      | commune de la couronne | 49,51            | 3 883 (2022)                      | 78                 | modifier les données · modifier les données |
| Le Champ-Saint-Père               | 85050      | Vendée      | commune de la couronne | 24,67            | 2 041 (2022)                      | 83                 | modifier les données · modifier les données |
| La Chapelle-Palluau               | 85055      | Vendée      | commune de la couronne | 13,01            | 1 108 (2022)                      | 85                 | modifier les données · modifier les données |
| Château-Guibert                   | 85061      | Vendée      | commune de la couronne | 35,16            | 1 550 (2022)                      | 44                 | modifier les données · modifier les données |
| La Copechagnière                  | 85072      | Vendée      | commune de la couronne | 9,68             | 1 047 (2022)                      | 108                | modifier les données · modifier les données |
| La Couture                        | 85074      | Vendée      | commune de la couronne | 7,03             | 229 (2022)                        | 33                 | modifier les données · modifier les données |
| Dompierre-sur-Yon                 | 85081      | Vendée      | commune de la couronne | 33,60            | 4 535 (2022)                      | 135                | modifier les données · modifier les données |
| La Ferrière                       | 85089      | Vendée      | commune de la couronne | 47,17            | 5 411 (2022)                      | 115                | modifier les données · modifier les données |
| Fougeré                           | 85093      | Vendée      | commune de la couronne | 26,89            | 1 242 (2022)                      | 46                 | modifier les données · modifier les données |
| La Genétouze                      | 85098      | Vendée      | commune de la couronne | 13,12            | 1 963 (2022)                      | 150                | modifier les données · modifier les données |
| Le Girouard                       | 85099      | Vendée      | Commune de la couronne | 25,10            | 1 144 (2022)                      | 46                 | modifier les données · modifier les données |
| Le Givre                          | 85101      | Vendée      | commune de la couronne | 12,42            | 484 (2022)                        | 39                 | modifier les données · modifier les données |
| Landeronde                        | 85118      | Vendée      | commune de la couronne | 17,96            | 2 285 (2022)                      | 127                | modifier les données · modifier les données |
| Les Lucs-sur-Boulogne             | 85129      | Vendée      | commune de la couronne | 53,15            | 3 671 (2022)                      | 69                 | modifier les données · modifier les données |
| Mareuil-sur-Lay-Dissais           | 85135      | Vendée      | commune de la couronne | 25,65            | 2 773 (2022)                      | 108                | modifier les données · modifier les données |
| Martinet                          | 85138      | Vendée      | Commune de la couronne | 18,11            | 1 199 (2022)                      | 66                 | modifier les données · modifier les données |
| La Merlatière                     | 85142      | Vendée      | commune de la couronne | 14,86            | 1 010 (2022)                      | 68                 | modifier les données · modifier les données |
| Les Achards                       | 85152      | Vendée      | Commune de la couronne | 30,30            | 5 451 (2022)                      | 180                | modifier les données · modifier les données |
| Mouilleron-le-Captif              | 85155      | Vendée      | commune de la couronne | 19,73            | 5 209 (2022)                      | 264                | modifier les données · modifier les données |
| Moutiers-les-Mauxfaits            | 85156      | Vendée      | commune de la couronne | 9,23             | 2 341 (2022)                      | 254                | modifier les données · modifier les données |
| Nesmy                             | 85160      | Vendée      | commune de la couronne | 24,52            | 3 056 (2022)                      | 125                | modifier les données · modifier les données |
| Nieul-le-Dolent                   | 85161      | Vendée      | Commune de la couronne | 27,50            | 2 546 (2022)                      | 93                 | modifier les données · modifier les données |
| Péault                            | 85171      | Vendée      | commune de la couronne | 9,09             | 618 (2022)                        | 68                 | modifier les données · modifier les données |
| Les Pineaux                       | 85175      | Vendée      | commune de la couronne | 17,44            | 678 (2022)                        | 39                 | modifier les données · modifier les données |
| Le Poiré-sur-Vie                  | 85178      | Vendée      | commune de la couronne | 71,90            | 8 637 (2022)                      | 120                | modifier les données · modifier les données |
| Rosnay                            | 85193      | Vendée      | commune de la couronne | 14,11            | 664 (2022)                        | 47                 | modifier les données · modifier les données |
| Saint-Avaugourd-des-Landes        | 85200      | Vendée      | commune de la couronne | 20,85            | 1 166 (2022)                      | 56                 | modifier les données · modifier les données |
| Saint-Denis-la-Chevasse           | 85208      | Vendée      | commune de la couronne | 39,47            | 2 425 (2022)                      | 61                 | modifier les données · modifier les données |
| Sainte-Flaive-des-Loups           | 85211      | Vendée      | Commune de la couronne | 36,11            | 2 547 (2022)                      | 71                 | modifier les données · modifier les données |
| Rives de l'Yon                    | 85213      | Vendée      | commune de la couronne | 54,26            | 4 285 (2022)                      | 79                 | modifier les données · modifier les données |
| Saint-Georges-de-Pointindoux      | 85218      | Vendée      | Commune de la couronne | 15,37            | 1 820 (2022)                      | 118                | modifier les données · modifier les données |
| Saint-Paul-Mont-Penit             | 85260      | Vendée      | commune de la couronne | 16,58            | 857 (2022)                        | 52                 | modifier les données · modifier les données |
| Saint-Vincent-sur-Graon           | 85277      | Vendée      | commune de la couronne | 48,79            | 1 592 (2022)                      | 33                 | modifier les données · modifier les données |
| Le Tablier                        | 85285      | Vendée      | commune de la couronne | 9,28             | 756 (2022)                        | 81                 | modifier les données · modifier les données |
| Thorigny                          | 85291      | Vendée      | commune de la couronne | 32,15            | 1 255 (2022)                      | 39                 | modifier les données · modifier les données |
| Venansault                        | 85300      | Vendée      | commune de la couronne | 44,49            | 4 743 (2022)                      | 107                | modifier les données · modifier les données |